# Reihenschule
Reihenschule nannte man eine Schulform, die vom 17. Jahrhundert bis ins 19. Jahrhundert praktiziert wurde. Bei dieser Art von Unterricht bzw. Schule kam der Lehrer nach einem Plan in die Dörfer und hielt in verschiedenen Häusern den Unterricht ab.
Aus dem Bericht eines Lehrers Kramer im Jahr 1833 über die Schulverhältnisse in Obereinzingen:
Im jährlichen Wechsel findet die Schule auf einem der Bauernhöfe statt, die innerhalb der Ortschaft einigermaßen zentral liegen. Mit Ausnahme des Gastgebers hatten alle Bauern mit schulpflichtigen Kindern dem Lehrer Brot, Butter und Schulgeld zu liefern bzw. zu zahlen.